# Rykodisc
Rykodisc ist ein US-amerikanisches Plattenlabel und eine Tochtergesellschaft der Warner Music Group.

## Geschichte
Rykodisc behauptet von sich, das erste Plattenlabel zu sein, welches seine Produkte ausschließlich auf CD veröffentlichte. Das Unternehmen wurde 1983 oder 1984 in Salem, USA, von Arthur Mann, Rob Simonds, Doug Lexa und Don Rose gegründet. Das Wort „ryko“ stammt aus dem Japanischen und bedeutet in etwa „Ton aus einem Blitz des Lichtes“ und gibt einen Hinweis auf die Absicht der Gründer, sich auf die neue Technologie der Compact Disc konzentrieren zu wollen. In den späten 1980er Jahren begann das Label, hochwertige Versionen vieler ihrer Veröffentlichungen unter dem Namen Ryko Analogue auch auf Kassette und Vinyl-Schallplatte herauszubringen. Auch die Musik-Kompilations-Reihe Steal This Disc erschien Ende der 1980er.
Rykodisc verzeichnete einige bemerkenswerte Erfolge im Bereich der CD-Wiederveröffentlichungen. Künstler wie Elvis Costello, David Bowie, Yoko Ono, Frank Zappa und Mission of Burma erlaubten es dem Label, ihre Werkkataloge auf CD herauszubringen. Rykodisc hält immer noch die Rechte an den Katalogen von Zappa und Mission of Burma und hat die klassischen Aufnahmen der SST-Records-Ära von den Meat Puppets veröffentlicht. Im Laufe der Jahre erwarb das Label die Unternehmen Hannibal Records, Tradition Records, Gramavision Records und Restless Records, außerdem wurden die Vertriebsfirma Ryko Distribution und der Musikverlag Rykomusic gegründet. Der Katalog des Labels umfasst heute mehr als 1200 Titel.
Als Chris Blackwell im Jahr 1999 Island Records verließ, kaufte er Rykodisc für angeblich 35 Millionen Dollar, um den dort versammelten Sachverstand in Fragen des Musikmarketings und -vertriebs für sein neues Projekt Palm Pictures zu nutzen. Schon zwei Jahre darauf trennten sich die Wege von Blackwell und Rykodisc. Das Label hat seinen Sitz heute in New York und unterhält Niederlassungen in Los Angeles und Beverly (Massachusetts), USA.
Berichten zufolge hat die Warner Music Group im März 2006 die Ryko Corporation für 67,5 Millionen Dollar erworben. Bei dem Verkauf gingen an den neuen Eigentümer auch die Zappa-Masterbänder über, was bewirkte, dass dessen Aufnahmen nun von Warner Bros. Records veröffentlicht werden – jenem Label, mit dem Zappa zu Lebzeiten so lange in Rechtsstreitigkeiten gelegen hatte.
Ein Markenzeichen von Rykodisc waren die blass flaschengrünen Jewel Cases in "Coke Bottle Green", die später zu gesuchten Sammelobjekten bzw. Ersatzteilen wurden.

## Liste der Künstler(gegenwärtige und frühere, Auszug)
- Andrew Bird’s Bowl of Fire (nicht mehr bei Rykodisc)
- Belinda Carlisle (Album „Voila“)
- Big Star
- Bill Hicks
- Bob Mould
- Catie Curtis (nicht mehr bei Rykodisc)
- David Bowie (nicht mehr bei Rykodisc)
- Death Angel
- Devo (nur „Hardcore Vol. 1“, „Hardcore Vol. 2“, „Devo Live: The Mongoloid Years“ und „E-Z Listening Disc“)
- Dumptruck
- Elvis Costello and the Attractions (nicht mehr bei Rykodisc)
- Frank Zappa
- Galaxie 500
- Golden Smog (nicht mehr bei Rykodisc)
- Pete Ham
- James Kochalka
- Joe Jackson
- Jolly Boys
- Ladytron
- Meat Puppets
- Mickey Hart
- Miho Hatori
- Ministry (alle Aufnahmen im Katalog von Wax Trax! Records und damit verbundener Unterprojekte)
- Mission of Burma (nicht mehr bei Rykodisc)
- Miss Kittin
- Mono (nicht mehr bei Rykodisc)
- Morphine (nicht mehr bei Rykodisc)
- Mouth Music (nicht mehr bei Rykodisc)
- My Life With The Thrill Kill Kult (alle Aufnahmen in den Katalogen von Wax Trax! Records und Interscope Records)
- Necros
- Nils Lofgren
- Nine Inch Nails (Veröffentlichungsrechte der Aufnahmen von 1989 bis 1991)
- Peter Gabriel (Eine auf 1000 Exemplare limitierte Auflage des Weltmusik-Kompilations-Albums mit dem Namen Big Blue Ball von wurde 2008 auf blauem Vinyl veröffentlicht.[3])
- Kelly Joe Phelps
- The Posies
- Revolting Cocks (alle Aufnahmen im Katalog von Wax Trax! Records)
- Robert Cray
- Roky Erickson
- Sally Barker (1990er Veröffentlichung auf Hannibal Records)
- Soul Asylum
- Sugar
- The Residents (nicht mehr bei Rykodisc)
- Waltham
- Wednesday 13 (seit Mitte 2007 nicht mehr bei Rykodisc)
- Willard Grant Conspiracy (nicht mehr bei Rykodisc)
- Yoko Ono (nicht mehr bei Rykodisc)